# Watanabe Taku
Taku Watanabe (sinh ngày 9 tháng 11 năm 1971) là một cầu thủ bóng đá người Nhật Bản.

## Sự nghiệp câu lạc bộ
Taku Watanabe đã từng chơi cho Bellmare Hiratsuka, Cerezo Osaka, Consadole Sapporo, Mito HollyHock và Montedio Yamagata.